# Настоящие мухи
Настоящие мухи (лат. Muscidae) — семейство короткоусых двукрылых насекомых, в которое входят около пяти тысяч видов, разделённых более чем на сто родов. Биология настоящих мух очень разнообразна, и её трудно охарактеризовать в целом.

## Морфология
Тело тёмное, иногда жёлтое, также бывает с металлическим блеском (синим или зелёным). Сверху тело покрыто волосками и щетинками длиной от 2 до 20 мм. Представители семейства обладают единственной парой перепончатых крыльев и парой жужжалец, трансформированных из задних крыльев. Голова у настоящих мух достаточно крупная, подвижная, при этом ротовой аппарат в виде хоботка приспособлен для сосания или подлизывания жидкой пищи.
Настоящие мухи, чтобы выжить, полагаются в большой степени на зрение, поэтому имеют сложные глаза, составленные из тысяч индивидуальных линз и очень чувствительных к движению. Некоторые виды имеют очень точное трёхмерное видение.

## Образ жизни
Питаются соком растений; есть сапрофаги, хищники; некоторые виды — кровососы (самки, иногда и самцы). Личинки — хищники или сапрофаги, крайне редко — паразиты саранчовых или эктопаразиты птиц. Развиваются в разлагающихся органических остатках, иногда в живых тканях растений или животных.
Некоторые представители настоящих мух являются эффективными опылителями, переносящими пыльцу с одного растения на другое.
У одного из видов семейства, Musca larvipara Portschinsky, описано яйцеживорождение.

## Географическое распространение
Семейство настоящих мух представлено несколькими тысячами видов, обитающих во всех зоогеографических областях. В мировой фауне насчитывается 3650 видов из 100 родов, на территории стран бывшего СССР — около 1000 видов, в России — более 400 видов.

## Экологическое и сельскохозяйственное значение
Среди настоящих мух много вредителей сельскохозяйственных культур и животных, а также синантропных видов — переносчиков возбудителей различных заболеваний человека и животных, в их числе: комнатная муха (Musca domestica), осенняя жигалка (Stomoxys calcitrans), домовая муха (Muscina stabulans), ряд зубоножек и др.

## Медицинское значение
Представители семейства настоящие мухи относятся к синантропным мухам, то есть мухам, экологически связанным с поселениями человека. Синантропные мухи представляют наибольшую опасность для здоровья человека.
Нападая на человека с целью питания кровью или выделениями ран, слизистых оболочек и потовых желез, мухи сильно досаждают людям, особенно детям. С эпидемиологической точки зрения мухи опасны как распространители кишечных и глазных инфекций. Мухи могут вызывать тканевые и полостные миазы.

## Генетика
Диплоидный набор хромосом у большинства исследованных видов равен 2n=12 (пол самцов определяется парой XY).

## Классификация
- Подсемейство Achanthipterinae
- Подсемейство Atherigoninae
- Подсемейство Azeliinae
  - Триба Azeliini
  - Триба Reinwardtiini (или подсемейство Reinwardtiinae)
- Подсемейство Coenosiinae
  - Триба Coenosiini
  - Триба Limnophorini
- Подсемейство Cyrtoneurininae
- Подсемейство Eginiinae
- Подсемейство Lispinae
- Подсемейство Muscinae
  - Триба Muscini
  - Триба Stomoxyini (или подсемейство Stomoxyinae)
- Подсемейство Mydaeinae
- Подсемейство Phaoniinae
  - Триба Atherigonini
  - Триба Phaoniini

В семействе насчитывают 181 род с 5190 видами:
1. Adia
2. Aethiopomyia
3. Afromydaea
4. Agenamyia
5. Albertinella
6. Alluaudinella
7. Altimyia
8. Amicitia
9. Anaphalantus
10. Andersonosia
11. Anthocoenosia
12. Apsil
13. Arthurella
14. Atelia
15. Atherigona
16. Auria
17. Azelia
18. Balioglutum
19. Beccimyia
20. Biopyrellia
21. Bithoracochaeta
22. Brachygasterina
23. Brevicosta
24. Bruceomyia
25. Bryantina
26. Buccophaonia
27. Calliphoroides
28. Camptotarsopoda
29. Caricea
30. Cariocamyia
31. Cephalispa
32. Chaetagenia
33. Chaetopapuaia
34. Chaetophaonia
35. Charadrella
36. Chortinus
37. Coenosia
38. Cordiluroides
39. Correntosia
40. Crucianella
41. Curranosia
42. Cypselodopteryx
43. Cyrtoneurina
44. Dasyphora
45. Deltotus
46. Dichaetomyia
47. Dimorphia
48. Dolichophaonia
49. Drepanocnemis
50. Drymeia
51. Eginia
52. Eginiella
53. Eudasyphora
54. Exsul
55. Fraserella
56. Graphomya
57. Gymnodia
58. Gymnopapuaia
59. Haematobia
60. Haematobosca
61. Haematostoma
62. Haroldopsis
63. Hebecnema
64. Helina
65. Helinomydaea
66. Heliographa
67. Hemichlora
68. Hennigiola
69. Hennigmyia
70. Huckettomyia
71. Hydrotaea
72. Idiohelina
73. Insulamyia
74. Itatingamyia
75. Lasiopelta
76. Limnohelina
77. Limnophora
78. Limnospila
79. Lispacoenosia
80. Lispe
81. Lispocephala
82. Lispoides
83. Lophosceles
84. Macroeginia
85. Macrorchis
86. Magma
87. Megophyra
88. Mesembrina
89. Metopomyia
90. Microcalyptra
91. Mitroplatia
92. Morellia
93. Mulfordia
94. Musca
95. Muscina
96. Mydaea
97. Myiophaea
98. Myospila
99. Neivamyia
100. Neodexiopsis
101. Neohelina
102. Neolimnophora
103. Neomuscina
104. Neomyia
105. Neorypellia
106. Neurotrixa
107. Notoschoenomyza
108. Nystomyia
109. Ochromusca
110. Ocypodomyia
111. Ophyra
112. Opsolasia
113. Orchisia
114. Oxytonocera
115. Pachyceramyia
116. Palpibracus
117. Papuaia
118. Papuaiella
119. Paracoenosia
120. Paralimnophora
121. Parastomoxys
122. Parvisquama
123. Passeromyia
124. Pectiniseta
125. Pentacricia
126. Phaomusca
127. Phaonia
128. Phaonidia
129. Phaonina
130. Philornis
131. Pictia
132. Pilispina
133. Plexiopsis
134. Plumispina
135. Polietes
136. Polietina
137. Potamia
138. Prohardyia
139. Prostomoxys
140. Pseudocoenosia
141. Pseudohelina
142. Pseudoptilolepis
143. Psilochaeta
144. Pygophora
145. Pyrellia
146. Pyrellina
147. Reinwardtia
148. Reynoldsia
149. Rhabdoptera
150. Rhinomusca
151. Rhynchomydaea
152. Rypellia
153. Sarcopromusca
154. Scenetes
155. Schoenomyza
156. Schoenomyzina
157. Scutellomusca
158. Sinophaonia
159. Souzalopesmyia
160. Spanochaeta
161. Spathipheromyia
162. Spilogona
163. Stomopogon
164. Stomoxys
165. Stygeromyia
166. Syllimnophora
167. Syngamoptera
168. Synthesiomyia
169. Tamilomyia
170. Tertiuseginia
171. Tetramerinx
172. Thaumasiochaeta
173. Thricops
174. Trichomorellia
175. Villeneuvia
176. Xenomorellia
177. Xenomyia
178. Xenotachina
179. Xestomyia